# Лоренци, Дария
Дария Лоренчи (хорв. Daria Lorenci; род. 13 апреля 1976) — хорватская актриса

.

## Биография
Дария Лоренчи родилась в Сараево, а в Загреб переехала в 1992 году, из-за военных обстоятельств в родном городе.
В 1997 году вышла замуж, взяв фамилию Лоренци, которую сохранила после развода три года спустя. В 2008 году Дария вышла замуж на Эмиля Флатца и родила от него троих детей.

## Карьера
Дария Лоренчи дважды поступала в Академию драматического искусства. Но несмотря на трудности в начале карьеры, сейчас она является одной из самых известных хорватских актрис. В начале карьеры она выступала в независимых театрах (Teatar Exit, Teatar ITD)[прояснить]. За свою артистическую деятельность Дария удостоилась наград от Хорватской актерской премии, Золотого смеха, Велько Маричич, Приза фестиваля актеров, Марул, а так же приза фестиваля камерного театра «Золотой лев».
В 2008 году она стала участницей ансамбля Г. К. Трешня.
Её дебютом в кино в 2003 году стал фильм Звонимира Юрича «Тот, кто останется незамеченным». Но известность ей принес фильм Огнена Свиличича «Извини за кунг-фу» в 2004 году. Роль в этом фильме принесла ей Золотую арену за главную женскую роль на кинофестивале в Пуле.
Согласно опросу критиков в 2005 году, хорватский журнал фильм Голливуд включил её в двадцатку лучших хорватских киноактрис.
После фильма «Извини за кунг-фу» её приглашают на главные роли в фильмы: «Трудно быть хорошим» (режиссёр Срджан Вулетич), «За стеклом» (режиссёр Зринко Огреста) и «Пусть он останется среди нас» (режиссёр Райко Грлич). Но Дария не отказывается и от второстепенных ролей, так она снялась в фильмах «Все напрасно» (режиссёр Антонио Нуич) и «Армин» (режиссёр Огнен Свиличича). Она становится востребованной актрисой в Хорватии.
В мае 2010 года журнал Globus в тематическом подборке, посвященной хорватскому кино, включил Дарию Лоренчи в список лучших актрис начала двадцать первого века, вместе с Ядранка Джокич, Зринкой Цвитешич, Леоной Парамински, Наташей Янич и Марией Скаричич.
В 2011 году Хорватский национальный театр в Загребе в рамках их юбилейного сто пятидесятого сезона ставил пьесу Ивицы Бобана «Загорка», где Дария сыграла главную роли Марии Юрич Загорки. И в итоге, несмотря на то, что пьеса была принята холодно, зритель и критики остались в восторге от воплощения главной героини.
С сентября 2011 года Дария Лоренчи служит в драматическом Хорватском национальном театре в Загребе.